# 김선영 (아나운서)
김선영(1980년 9월 2일 ~ )은 대한민국의 8기 YTN 앵커이다.

## 경력
- 학력 : 이화여자대학교 불어불문학 학사
- 데뷔 : YTN 제8기 공채 앵커 (2003년 12월)
- YTN 보도국 앵커팀장 (2024년 4월 ~ )

## 작품

### 뉴스
- 《뉴스 창》 (YTN)
- 《뉴스 Q》 (YTN)
- 《YTN 뉴스타워》 (YTN)
- 《뉴스LIVE》(2021.07.12~2024.04.01) (YTN)
- 《YTN 24》 (평일 정오 시간대, 2024.4.2 ~ 2024.4.30)
- 《YTN 뉴스NOW》 (2024.5.1 ~ 2025.5.26)
- 《YTN 뉴스와이드》

### 방송
- 《YTN 월드-세계 세계인》
- 《김선영의 뉴스 나이트》(2015.10.05~2018.10.04) (YTN)
- 《뉴스 출발》(2020.01.13~2020.05.28) (YTN)
- 《이브닝 뉴스》(2020.06.01~2021.05.28) (YTN)
- 《주간 돌발영상》(2020.09.19~2021.05.29) (YTN)

### 영화
- 《집행자》(2009) -뉴스 아나운서 역
- 《특별시민》(2017) -뉴스 아나운서 역